# نصحان

تعديل مصدري - تعديل

نصحان هي إحدى قرى عزلة القارة بمديرية رصد التابعة لمحافظة أبين، بلغ تعداد سكانها 217 نسمة حسب تعداد اليمن لعام 2004.